# Mirja Turestedt
Mirja Viveka Turestedt (* 24. September 1972 in Borås) ist eine schwedische Schauspielerin.

## Werdegang
Sie wuchs in Göteborg und Malmö auf. Nach ihrem Schulabschluss arbeitete sie als freie Mitarbeiterin bei verschiedenen Theatern, im Radio, in Film und Fernsehen sowie als Sprecherin bei mehreren Hörbüchern.
Turestedt studierte von 1998 bis 2002 an der Theaterhochschule Göteborg. Nach Absolvierung ihrer Schauspielausbildung an der Theaterakademie 2002, hatte sie ihre ersten Auftritte im schwedischen Film und Fernsehen und wirkte anschließend als Schauspielerin in vielen weiteren Film- und Fernsehproduktionen mit. Im Herbst und Winter 2007 hatte sie in der Fernsehserie Labyrinth des Fernsehsenders TV 4 die wichtige Nebenrolle der Marika. Sie trat auch in dem Film Arn – Der Kreuzritter auf, wo sie die Rolle der Mutter Sigrid des Titelhelden spielte. Ebenso spielte sie die weibliche Hauptrolle in der Filmkomödie Sommaren med Göran – En midsommarnattskomedi, sowie 2009 die Polizistin Monica Figuerola in der schwedischen Stieg-Larsson-Millennium-Trilogie und Filmreihe in der Fortsetzung Vergebung. In der Folge der Filmreihe Maria Wern, Kripo Gotland – Die Insel der Puppen spielte sie die Rolle der Victoria. Des Weiteren wirkte sie 2010 als Theaterschauspielerin am Königlich Dramatischen Theater in dem Theaterstück Slott i Sverige mit und hatte 2011 am Stockholms Stadsteater in Tartuffe mehrere Auftritte.
Mirja Turestedt wirkte auch als Sprecherin am Hörbuch Twilight mit.

## Filmografie (Auswahl)
- 2002: Pepparrotslandet
- 2003: De drabbade (Fernsehserie, Folge 1x02)
- 2003: Simon Löwenstark (Lejontämjaren)
- 2003: Kommissarie Winter (Fernsehserie, Folge 2x05)
- 2007: Arn – Der Kreuzritter (Arn: Tempelriddaren)
- 2007–2008: Labyrint (Fernsehserie, 12 Folgen)
- 2007: Wir sind alle erwachsen (Les grandes personnes)
- 2007: Sanningen om Marika (Fernsehserie, Folge 1x02)
- 2008: Verdict Revised – Unschuldig verurteilt (Oskyldigt dömd) (Fernsehserie, Folge 1x09)
- 2008: Wir sind alle erwachsen (Les grandes personnes)
- 2009: Sommaren med Göran – En midsommarnattskomedi
- 2009: Vergebung (Luftslottet som sprängdes)
- 2010: Millennium (Fernsehserie, 2 Folgen)
- 2010: Der Kommissar und das Meer – Der Tod kam am Nachmittag (Fernsehserie, Folge 1x07)
- 2011: Stockholm – Båstad (Fernsehserie, Folge 1x02)
- 2011: Nils Holgerssons wunderbare Reise (Nils Holgersson)
- 2012: Maria Wern, Kripo Gotland: Die Insel der Puppen (Maria Wern: Inte ens det förflutna) (Fernsehserie, Folge 3x05)
- 2014: Aquilas Geheimnis – Auf der Suche nach dem Piratenschatz (Piratskattens hemlighet) (Fernsehserie, 19 Folgen)
- 2014: Vikingshill (Fernsehserie, 3 Folgen)
- 2015: The Prosecutor the Defender the Father and His Son
- 2019: En del av mitt hjärta
- 2020: White wall (Fernsehserie, 5 Folgen)
- 2020: Rebecka Martinsson (Fernsehserie, 5 Folgen)
- 2020–2022: Lyckoviken (Fernsehserie, 25 Folgen)
- seit 2023: Barracuda Queens (Fernsehserie)
- 2023: Unmoored
- 2025: Going Dutch (Fernsehserie, Folge 1x07)